# مکسیم عون
مکسیم عون (عربی: مكسيم إلياس عون؛ زادهٔ ۴ مارس ۲۰۰۱) بازیکن فوتبال اهل لبنان است.
وی همچنین در تیم‌های ملی فوتبال زیر ۱۹ سال، زیر ۲۳ سال و بزرگسالان لبنان بازی کرده‌است.